# Cameron Payne
Cameron Payne (Bartlett, 8 agosto 1994) è un cestista statunitense, di ruolo playmaker, professionista nella NBA con i New York Knicks.

## Carriera

### NBA
Dopo due stagioni in NCAA con i Murray State Racers (di cui l'ultima chiusa con oltre 20 punti di media) viene scelto alla quattordicesima chiamata del Draft 2015 dagli Oklahoma City Thunder.
Il 23 febbraio 2017 venne scambiato insieme a Anthony Morrow e Joffrey Lauvergne per Taj Gibson, Doug McDermott e la scelta al secondo turno del NBA draft del 2018 dei Chicago Bulls. A Chicago rimane per due anni, deludendo e venendo messo in fondo alle rotazioni (stagione 2018-19 a parte) per poi venire tagliato il 3 gennaio 2019.
Il 7 gennaio 2019 è passato da free agent ai Cleveland Cavaliers.
Nel 2020 firma con i Phoenix Suns e inizia a guadagnare sempre più minuti e fiducia da parte di staff tecnico e allenatore. 
Nella stagione 2021-2022 gioca 20 minuti circa a partita, cinque in più rispetto all’anno precedente, a dimostrazione del fatto che coach Monty Williams punti su di lui in uscita dalla panchina. 
Nel 2021 ha giocato le NBA Finals contro i Milwaukee Bucks, perdendole 4-2.

## Statistiche
| † | Denota una stagione in cui ha vinto il titolo |

### NCAA
| Anno       | Squadra           | PG | PT | MP   | TC%  | 3P%  | TL%  | RP  | AP  | PRP | SP  | PP   |
| ---------- | ----------------- | -- | -- | ---- | ---- | ---- | ---- | --- | --- | --- | --- | ---- |
| 2013-2014† | Murray St. Racers | 34 | 34 | 32,7 | 40,4 | 34,1 | 77,4 | 3,6 | 5,4 | 1,7 | 0,6 | 16,8 |
| 2014-2015  | Murray St. Racers | 35 | 35 | 32,2 | 45,6 | 37,7 | 78,7 | 3,7 | 6,0 | 1,9 | 0,5 | 20,2 |
| Carriera   | Carriera          | 69 | 69 | 32,4 | 43,2 | 35,9 | 78,1 | 3,7 | 5,7 | 1,8 | 0,5 | 18,5 |

#### Massimi in carriera
- Massimo di punti: 33 vs Eastern Illinois (22 gennaio 2015)[5]
- Massimo di rimbalzi: 10 vs Eastern Kentucky (29 gennaio 2015)
- Massimo di assist: 12 vs Austin Peay State (31 gennaio 2014)
- Massimo di palle rubate: 6 (2 volte)
- Massimo di stoppate: 3 vs Eastern Kentucky (8 gennaio 2014)
- Massimo di minuti giocati: 43 vs Southeast Missouri State (1º marzo 2014)

### NBA

#### Regular Season
| Anno      | Squadra             | PG  | PT | MP   | TC%  | 3P%  | TL%  | RP  | AP  | PRP | SP  | PP   |
| --------- | ------------------- | --- | -- | ---- | ---- | ---- | ---- | --- | --- | --- | --- | ---- |
| 2015-2016 | Oklahoma Thunder    | 57  | 1  | 12,2 | 41,0 | 32,4 | 79,2 | 1,5 | 1,9 | 0,6 | 0,1 | 5,0  |
| 2016-2017 | Oklahoma Thunder    | 20  | 0  | 16,0 | 33,1 | 30,8 | 100  | 1,6 | 2,0 | 0,5 | 0,3 | 5,3  |
| 2016-2017 | Chicago Bulls       | 11  | 0  | 12,9 | 33,3 | 32,4 | 25,0 | 1,5 | 1,4 | 0,4 | 0,0 | 4,9  |
| 2017-2018 | Chicago Bulls       | 25  | 14 | 23,3 | 40,5 | 38,5 | 75,0 | 2,8 | 4,5 | 1,0 | 0,4 | 8,8  |
| 2018-2019 | Chicago Bulls       | 31  | 12 | 17,3 | 41,1 | 27,1 | 88,0 | 1,7 | 2,7 | 0,6 | 0,2 | 5,7  |
| 2018-2019 | Cleveland Cavaliers | 9   | 1  | 19,6 | 49,1 | 36,0 | 68,8 | 2,1 | 2,6 | 0,9 | 0,3 | 8,2  |
| 2019-2020 | Phoenix Suns        | 8   | 0  | 22,9 | 48,5 | 51,7 | 85,7 | 3,9 | 3,0 | 1,0 | 0,3 | 10,9 |
| 2020-2021 | Phoenix Suns        | 60  | 1  | 18,0 | 48,4 | 44,0 | 89,3 | 2,4 | 3,6 | 0,6 | 0,3 | 8,4  |
| 2021-2022 | Phoenix Suns        | 58  | 12 | 22,0 | 40,9 | 33,6 | 84,3 | 3,0 | 4,9 | 0,7 | 0,3 | 10,8 |
| 2022-2023 | Phoenix Suns        | 48  | 15 | 20,2 | 41,5 | 36,8 | 76,6 | 2,2 | 4,5 | 0,7 | 0,2 | 10,3 |
| 2023-2024 | Milwaukee Bucks     | 47  | 2  | 14,9 | 45,5 | 39,7 | 84,1 | 1,3 | 2,3 | 0,5 | 0,1 | 6,2  |
| 2023-2024 | Philadelphia 76ers  | 31  | 8  | 19,4 | 41,3 | 38,2 | 91,3 | 1,8 | 3,1 | 0,6 | 0,3 | 9,3  |
| 2024-2025 | N.Y. Knicks         | 72  | 5  | 15,1 | 40,1 | 36,3 | 90,7 | 1,4 | 2,8 | 0,5 | 0,2 | 6,9  |
| Carriera  | Carriera            | 477 | 71 | 17,5 | 41,9 | 36,8 | 83,6 | 2,0 | 3,2 | 0,6 | 0,2 | 7,8  |

#### Play-off
| Anno     | Squadra            | PG | PT | MP   | TC%  | 3P%  | TL%  | RP  | AP  | PRP | SP  | PP  |
| -------- | ------------------ | -- | -- | ---- | ---- | ---- | ---- | --- | --- | --- | --- | --- |
| 2016     | Oklahoma Thunder   | 10 | 0  | 6,4  | 26,9 | 20,0 | 50,0 | 0,4 | 0,8 | 0,2 | 0,2 | 1,8 |
| 2017     | Chicago Bulls      | 1  | 0  | 4,0  | 50,0 | 100  | -    | 1,0 | 0,0 | 0,0 | 0,0 | 3,0 |
| 2021     | Phoenix Suns       | 22 | 2  | 19,0 | 42,5 | 36,2 | 88,9 | 2,5 | 3,2 | 0,8 | 0,5 | 9,3 |
| 2022     | Phoenix Suns       | 13 | 0  | 13,2 | 29,7 | 16,7 | 83,3 | 1,5 | 2,1 | 0,5 | 0,1 | 4,2 |
| 2023     | Phoenix Suns       | 7  | 4  | 21,7 | 47,9 | 40,7 | 0,0  | 2,0 | 2,9 | 0,4 | 0,3 | 8,1 |
| 2024     | Philadelphia 76ers | 5  | 0  | 12,2 | 40,0 | 44,4 | -    | 1,2 | 1,4 | 0,2 | 0,8 | 5,6 |
| 2025     | N.Y. Knicks        | 14 | 0  | 7,3  | 32,4 | 23,8 | 33,3 | 0,6 | 0,6 | 0,4 | 0,1 | 2,1 |
| Carriera | Carriera           | 72 | 6  | 13,5 | 38,8 | 32,4 | 70,6 | 1,5 | 2,0 | 0,5 | 0,3 | 5,5 |

#### Massimi in carriera
- Massimo di punti: 31 vs Denver Nuggets (11 maggio 2023)[6]
- Massimo di rimbalzi: 8 vs Houston Rockets (27 marzo 2018)
- Massimo di assist: 16 vs New York Knicks (4 marzo 2022)
- Massimo di palle rubate: 4 (5 volte)
- Massimo di stoppate: 3 vs Los Angeles Lakers (3 giugno 2021)
- Massimo di minuti giocati: 42 vs Denver Nuggets (11 maggio 2023)

### G League
| Anno      | Squadra          | PG | PT | MP   | TC%  | 3P%  | TL%  | RP  | AP  | PRP | SP  | PP   |
| --------- | ---------------- | -- | -- | ---- | ---- | ---- | ---- | --- | --- | --- | --- | ---- |
| 2015-2016 | Oklahoma Blue    | 2  | 2  | 34,0 | 43,9 | 42,9 | 83,3 | 3,5 | 7,0 | 2,0 | 0,5 | 23,5 |
| 2016-2017 | Oklahoma Blue    | 2  | 0  | 20,0 | 39,4 | 41,2 | 75,0 | 1,0 | 3,0 | 0,5 | 0,0 | 18,0 |
| 2016-2017 | Windy City Bulls | 3  | 3  | 30,2 | 42,0 | 23,8 | 75,0 | 6,0 | 7,7 | 2,7 | 0,0 | 18,7 |
| 2017-2018 | Windy City Bulls | 3  | 3  | 23,8 | 42,3 | 31,6 | 100  | 4,0 | 4,0 | 1,7 | 0,3 | 21,0 |
| 2019-2020 | Texas Legends    | 15 | 13 | 29,5 | 48,3 | 36,5 | 75,0 | 4,9 | 8,1 | 2,3 | 0,8 | 23,2 |
| Carriera  | Carriera         | 25 | 21 | 28,5 | 46,0 | 35,5 | 81,0 | 4,5 | 6,9 | 2,1 | 0,6 | 22,1 |